# Stabilisator (onderdeel)
Een stabilisator of stabilisatorkoppeling is een constructie voor een aanhanger of caravan die moet voorkomen dat de combinatie (trekkend voertuig - aanhangwagen) tijdens het rijden in een pendelende beweging komt. Het slingeren kan ertoe lijden dat de aanhanger oncontroleerbaar wordt, en zo van de weg kan geraken. De meeste stabilisatoren werken door middel van remschoenen op de trekhaakkogel.

## Werking
De stabilisator werkt door de remschoenen of frictiecups een remmende kracht te laten uitoefenen op de trekhaakkogel. Deze remschoenen zitten aan de voor en achterkant of weerszijden van de trekhaakkogel, afhankelijk van het merk en de uitvoering. De remmende werking is vergelijkbaar met die van een remblok op een remschijf, zoals bij een auto of (motor)fiets. Bij meer moderne, geavanceerde stabilisatoren kan de mechanische werking ondersteund worden door een toevoeging van sensoren. Deze sensoren controleren de wegligging en grijpen zo nodig in.

## Onderhoud
Doordat het frictiemateriaal op de remschoenen van de stabilisator slijt, dient periodiek onderhoud te worden gepleegd. Bepaalde merken en uitvoeringen beschikken hiervoor over een indicator, waarop eenvoudig is af te lezen hoeveel frictiemateriaal nog aanwezig is.